# Angstersjö
Angstersjö är en sjö i Kungsbacka kommun i Halland och ingår i Viskan-Rolfsåns kustområde. Sjöns area är 0,046 kvadratkilometer och den är belägen 67 meter över havet.